# 陰陽師に関係する創作一覧
陰陽師が登場する、または陰陽師を登場させているつもりの、乃至は「陰陽師」と称する人物等が登場する創作作品の一覧。

## 小説
- 『東京レイヴンズ』（あざの耕平）
- 『陰陽師』（夢枕獏）
- 『帝都物語』（荒俣宏）
- 『陰陽ノ京』（渡瀬草一郎）
- 『妖界ナビ・ルナ』（池田美代子） - 琴月綾挿画。
- 『少年陰陽師』（結城光流）
- 『女陰陽師』（加野厚志） - 公武合体政策に反目する朝廷勢力が、皇女和宮と徳川家茂の政略結婚阻止のために和宮に瓜二つの女陰陽師・八瀬を送り込むというフィクション。
- 『封殺鬼』（霜島ケイ）
- 『レンタルマギカ』（三田誠）
- 『風水学園』（夏緑）
- 『暗夜鬼譚』（瀬川貴次）
- 『平安時代編―陰陽師と魑魅魍魎』（金の星社）
- 『東京百鬼・陰陽師石田千尋の事件簿』（祥伝社）平成の陰陽師が活躍する。実在の陰陽師である石田千尋をモデルにしたフィクション。
- 『天眼…光秀風水綺譚』（戸矢学）
- 『影≒光（シャドウ・ライト）』現代の陰陽師を主人公に据えた物語。（影名浅海）
- 『化物語』（西尾維新）
- 『百鬼夜行シリーズ』（京極夏彦）

## 漫画・アニメ
- 『MAO』（高橋留美子）
- 『東京レイヴンズ』（鈴見敦漫画）（あざの耕平原作） - 上記の小説のコミカライズ版。
- 『妖界ナビ・ルナ』　（菊田みちよ作画）（池田美代子原作）
- 『陰陽師』（岡野玲子） - 夢枕獏の同名小説を漫画化。
- 『東京BABYLON』(CLAMP)
- 『X』(CLAMP)
- 『XXXHOLiC』(CLAMP)
- 『シャーマンキング』（武井宏之）
- 『宵闇眩燈草紙』（八房龍之助）
- 『陰陽大戦記』（WiZ原作）
- 『アベノ橋魔法☆商店街』（GAINAX原作）
- 『MUSASHI -GUN道-』（モンキー・パンチ原作）
- 『王都妖奇譚』（岩崎陽子）
- 『縛り屋小町』（竹内未来）
- 『少年陰陽師』（結城光流原作）
- 『魔法使いの娘』（那州雪絵）
- 『レンタルマギカ』（三田誠原作）
- 『闇神コウ〜暗闇にドッキリ!〜』（加地君也）
- 『火宵の月』（平井摩利）
- 『魍魎の匣』（京極夏彦）
- 『ギャグマンガ日和』（増田こうすけ）
- 『銀魂』（空知英秋）
- 『ぬらりひょんの孫』（椎橋寛）
- 『あまつき』（高山しのぶ）
- 『パタリロ源氏物語!』（魔夜峰央） - パタリロは漫画のオリジナルキャラクターである陰陽師「賀茂波多利郎度摩利音羅」として登場
- 『双星の陰陽師』（助野嘉昭）
- 『新ゲッターロボ』(石川賢) - ゲッターロボシリーズのOVA作品、作中の敵、"鬼"を操る謎の陰陽師として安倍晴明が登場

## 映画・オリジナルビデオ
- 『陰陽師』『陰陽師II』（滝田洋二郎監督） - 夢枕獏の同名小説を映画化。
- 『帝都物語』（実相寺昭雄監督） - 荒俣宏の同名小説を映画化。
- 『陰陽師 妖魔討伐姫』（熊澤尚人監督） - 安藤希出演。舞台は現代。
- 『女陰陽師シリーズ』（ENGEL製作） - 一部R指定作品を含む。
- 『陰陽師:とこしえの夢（中国語版）』（グオ・ジンミン監督） - 中国映画、2020年公開、夢枕獏の小説を映画化。
- 『陰陽師:二つの世界（中国語版）』（リー・ウェイラン（中国語版）監督） - 中国映画、2021年公開、下記の中国のスマホゲームの映画化。
- 『陰陽師0』（佐藤嗣麻子監督） - 夢枕獏の小説を映画化。

## テレビドラマ
- 『陰陽師』（NHKドラマDモード) - 夢枕獏の同名小説をドラマ化。
- 『陰陽師』（テレビ朝日系日曜エンタ） - 夢枕獏の同名小説をドラマ化。
- 『陰陽師』（テレビ朝日系日曜プライム） - 夢枕獏の同名小説をドラマ化。
- 『陰陽師☆安倍晴明〜王都妖奇譚〜』（フジテレビ系） - 岩崎陽子の漫画をドラマ化。
- 『怪談百物語』（フジテレビ系）
- 『魔界探偵』『魔界同盟』（教育テレビ）

## ゲーム
- 『陰陽師』 - 中国のオンラインゲーム会社・NetEase, Inc.（網易）によるスマートフォン向けゲームアプリ。
- 『久遠の絆』（フォグ）
- 『遙かなる時空の中でシリーズ』（コーエー）
- 『豪血寺一族』シリーズ （アトラス） - 一部ステージの背景に描写。そのステージBGMである「レッツゴー! 陰陽師」は、のちにインターネットの動画共有サイトで730万回以上の再生回数（2009年9月現在）を記録している。
- 『東京魔人學園伝奇シリーズ』（シャウトデザインワークス）
- 『少年陰陽師 翼よいま、天（そら）へ還れ』
- 『3days 〜満ちてゆく刻の彼方で〜』(Lass)
- 『11eyes -罪と罰と贖いの少女-』(Lass)
- 『紫電 ～円環の絆～』（暁WORKS-響-）
- 『九怨』
- 『かまいたちの夜2　監獄島のわらべ唄』（チュンソフト）
- 『かまいたちの夜×3　三日月島事件の真相』（セガ×チュンソフトプロジェクト）

## パチンコ
- 『CRフィーバー陰陽師』(SANKYO) - テレビドラマ『陰陽師 安倍晴明』を題材にしたパチンコ機。
- 『CR東京レイヴンズ』(藤商事) - 上記のライトノベル『東京レイヴンズ』のアニメ版を題材にしたパチンコ機